# Orimarga (Orimarga) spiloptera
Orimarga (Orimarga) spiloptera is een tweevleugelige uit de familie steltmuggen (Limoniidae). De soort komt voor in het Australaziatisch gebied.